# Maldivas en el Festival de la Canción de la UAR
Maldivas hizo su debut en el Festival Televisivo de la Canción de la UAR 2014. La emisora de Maldivas, Television Maldives (TVM), es el organizador de la entrada maldiva.

## Participaciones de Maldivas  en el Festival de la Canción UAR
| Año  | Sede  | Artista         | Canción           | Idioma | N.º de Actuación |
| ---- | ----- | --------------- | ----------------- | ------ | ---------------- |
| 2014 | Macao | Mariyam Unoosha | "Heaven on Earth" | Inglés |                  |